# Old City Hall (Toronto)

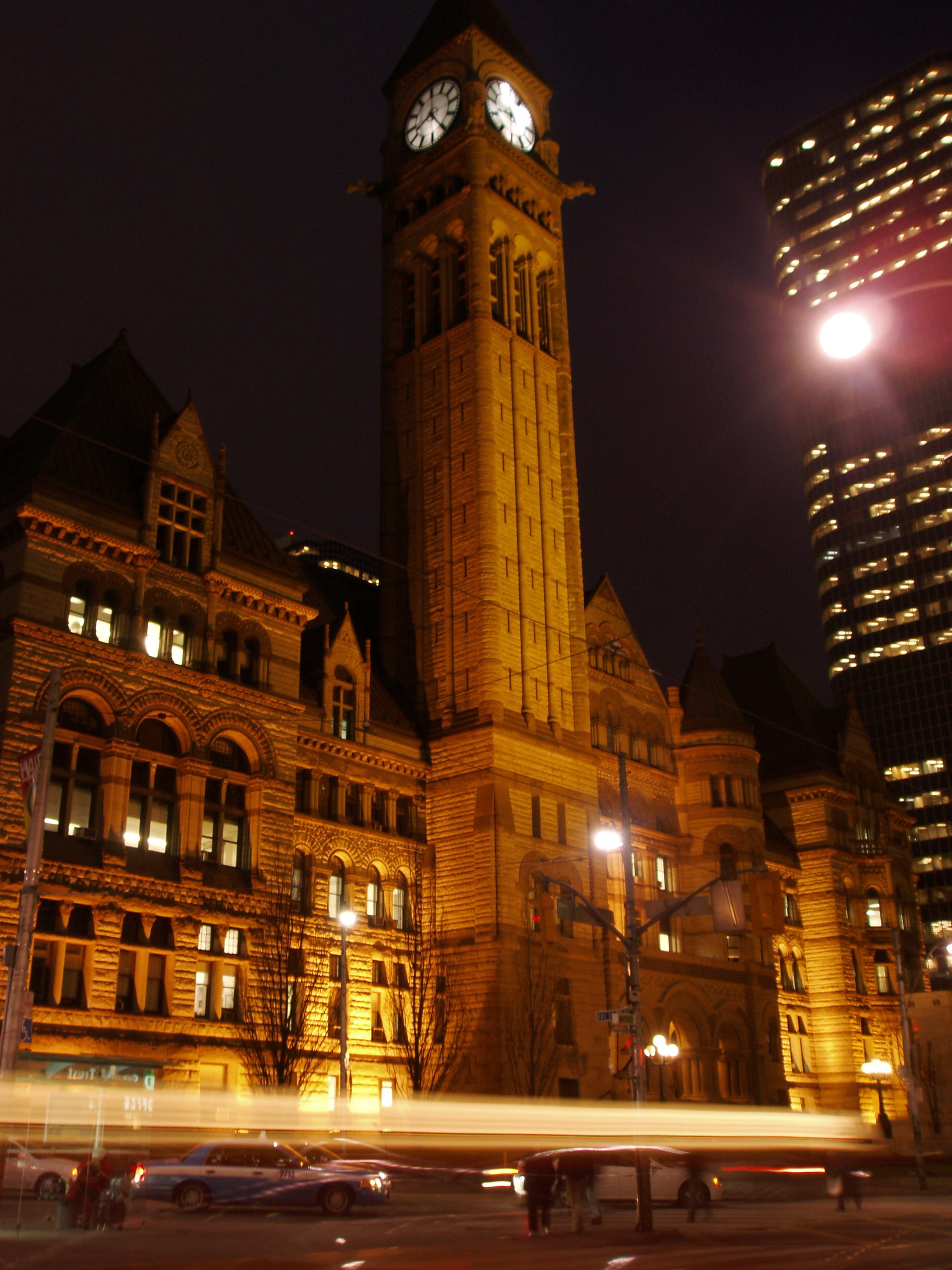
Vista nocturna del Old City Hall.

El Old City Hall es el antiguo edificio del ayuntamiento de Toronto, Ontario, Canadá, localizado en el cruce de la Bay Street con la Queen Street. Fue inaugurado en 1899, y sustituido por el Toronto City Hall en 1965. En la misma década, con la construcción del Toronto Eaton Centre, se consideró la idea de demoler el Old City Hall para dar lugar a una serie de grandes rascacielos. Este plan encontró una gran oposición por parte de la comunidad, y al final no se realizó. Actualmente es la sede de las  cortes  judiciales municipales de Toronto. 
Enfrente del edificio está el Cenotaph (Cenotafio), erguido en homenaje a los muertos en la Primera y en la Segunda Guerra Mundial durante las conmemoraciones del Remembrance Day, el 11 de noviembre. 
Es el escenario de algunas series de televisión canadienses, tales como This is Wonderland.